# Rijksbeschermd gezicht Bussum - Het Spiegel
Gezicht Bussum - Het Spiegel is een van rijkswege beschermd dorpsgezicht in de wijk Het Spiegel in Bussum in de Nederlandse provincie Noord-Holland. De procedure voor aanwijzing werd gestart op 23 juli 2004. Het gebied werd op 30 juni 2007 definitief aangewezen. Het beschermd gezicht beslaat een oppervlakte van 110,9 hectare.
Panden die binnen een beschermd gezicht vallen krijgen niet automatisch de status van beschermd monument. Wel zal de gemeente het bestemmingsplan aanpassen om nieuwe ontwikkelingen in het gebied te reguleren. De gezichtsbescherming richt zich op de stedenbouwkundige en cultuurhistorische waardering van een gebied en wil het toekomstig functioneren daarvan veiligstellen.